# Blot-Sven
Blot-Sven (fallecido alrededor de 1087) fue un rey sueco de 1084 a 1087 aproximadamente. Su nombre real pudo haber sido Sven o Sverker. El nombre de Blot significa sacrificio en lengua nórdica, y alude a que el rey era de tradiciones paganas y permitió los sacrificios en los templos.
Según ciertas fuentes, era hijo del rey cristiano Haakon el Rojo, lo que resulta bastante inverosímil, pues, siendo el caso, Blot-Sven se habría casado con su propia tía. Otras fuentes apuntan a que Blot-Sven era hijo de un noble de Östergötland (quizás un antepasado del futuro rey Sverker I). Muy probablemente nació en la década de 1050, y se casaría con una de las hijas del rey Stenkil.
En el año 1084 gobernaba Suecia Inge I, un rey cristiano que pretendía llevar la cristianización a todo el país. Los suiones, que para entonces no habían aceptado de muy buena gana el cristianismo, decidieron deponerlo, principalmente porque no aceptaba que se realizaran sacrificios a los dioses nórdicos. En su lugar se designó rey al cuñado de Inge, que era pagano y que adoptaría el nombre de Blot-Sven.
Una leyenda eclesiástica posterior señala que el misionero y obispo inglés Eskil intentó persuadir a los paganos se convirtieran a la fe cristiana, pero fue lapidado
, convirtiéndose en el primer mártir en Suecia y en uno de los primeros santos.
Blot-Sven no fue reconocido como soberano en Västergötland, donde Inge continuó gobernando. Inge regresó a Upsala con un gran ejército en 1087, atacó la ciudad y prendió fuego a la residencia de Blot-Sven, quien al huir de las llamas sería asesinado.
Los suecos paganos designaron al hijo de Blot-Sven, Erik Årsäll, como nuevo soberano. La religión nórdica pagana estaba ya muy cerca de su fin.
Una hija llamada Cecilia se casó con un noble llamado Jedvard, identificado como Jedvard Torstensson Bonde (1070-1159), a su vez hijo de Thord Ulfsson Bonde (c. 1040-1100), un hijo de Ulf el gallego. Fruto de esa relación nació Erico el Santo. 